# دوشان بلافسيك
دوشان بلافسيك هو لاعب كرة قدم صربي في مركز الدفاع، ولد في 23 مايو 1992 في بلغراد في صربيا. لعب مع بي أيه إس كيه بيوغراد وراد بيوغراد.

## وصلات خارجية
- دوشان بلافسيك على موقع قاعدة بيانات كرة القدم.إي يو (الإنجليزية)
- دوشان بلافسيك على موقع Soccerway.com (الإنجليزية)
- دوشان بلافسيك على موقع عالم كرة القدم.نت (الإنجليزية)